# 渡辺英梧
渡辺 英梧（わたなべ えいご、1998年12月15日 - ）は、競技麻雀のプロ雀士。茨城県出身。
日本プロ麻雀連盟所属。団体内の段位はニ段。
尊敬し憧れているのは瀬戸熊直樹。

## 獲得タイトル
- 第10期JPML WRCリーグ優勝[1]